# 欽慈太后
欽慈太后（きんじたいごう）は、北宋神宗の妃嬪で徽宗の母。姓は陳氏。

## 生涯
開封府祥符県の庶民であった陳守貴の娘として生まれた。最初、後宮に入って福康公主（仁宗の長女）の侍女となった。神宗と即位後に関係して御侍となり、趙佶（後の徽宗）を産み、才人に進んだ。元豊8年（1085年）に神宗が崩ずると、美人に進封され、園陵の奉仕にあたった。憂憤のうちに病となり、飲食を拒否して「早く先帝のもとに奉仕したい」と言った。
元祐4年（1089年）6月、薨去。紹聖3年（1096年）4月、貴儀（嬪）に追封された。徽宗即位後の建中靖国元年（1101年）、皇太后に追尊された。

## 伝記資料
- 『宋史』
- 『宋会要輯稿』